# Micro-région de Hajdúböszörmény
La micro-région de Hajdúböszörmény (en hongrois : hajdúböszörményi kistérség) est une micro-région statistique hongroise rassemblant plusieurs localités autour de Hajdúböszörmény.